# Joaquim da Costa de Montealegre
Joaquim da Costa de Montealegre foi um súdito espanhol, ativo em Portugal. Pertencia ao conselho do rei e era seu gentil-homem da câmara, cumprindo a função de embaixador da Espanha em Lisboa, em 1830. Por carta de 1 de outubro e por decreto de 29 de novembro de 1830 do rei Miguel I de Portugal, foi designado o primeiro e único titular do título de conde de Monforte [da Ribeira], na Espanha. Era ainda grã-cruz da Ordem da Coroa de Ferro, do Império Austríaco, e cavaleiro da Ordem de Santiago de Espanha.